# Sellinge

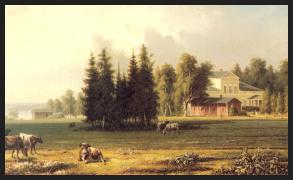
Sellinge gård (målning från 1870-talet av Johan Knutson).

Sellinge (finska: Sälinkää) är en tätort (finska: taajama) i Mäntsälä kommun i landskapet Nyland i Finland. Vid tätortsavgränsningen den 31 december 2021 hade Sellinge 246 invånare och omfattade en landareal av 1,62 kvadratkilometer.
I orten finns skola, butik, daghem, värdshus och frivillig brandkår.